# Subroto Boniface Gomes
Subroto Boniface Gomes (ur. 19 listopada 1962 w Rangamatia) – banglijski duchowny katolicki, biskup pomocniczy Dhaki od 2024.

## Życiorys
Święcenia kapłańskie otrzymał 16 kwietnia 1990 i został inkardynowany do archidiecezji Dhaka. Po kilkuletnim stażu wikariuszowskim studiował w Manili, a następnie pełnił funkcje m.in. wykładowcy w seminarium i w Notre Dame College w Dhace, wicesekretarza w banglijskiej Konferencji Episkopatu, kanclerza kurii oraz proboszcza parafii w Golla i w Dhace.
15 lutego 2024 papież Franciszek mianował go biskupem pomocniczym archidiecezji Dhaka, ze stolicą tytularną Tamazuca. Sakry udzielił mu 3 maja 2024 arcybiskup Bejoy Nicephorus D’Cruze.